# Fevzi Tuncay
Fevzi Tuncay (Muğla, 14 settembre 1977) è un ex calciatore turco, di ruolo portiere.

## Palmarès

### Club

#### Competizioni nazionali
- Coppa di Turchia: 1

Beşiktaş: 1997-1998
- Supercoppa di Turchia: 1

Beşiktaş: 1998